# Wella (roślina)
Wella (Vella L.) – rodzaj roślin z rodziny kapustowatych (krzyżowych). Należy do niego 8 gatunków. Występują one w zachodniej części basenu Morza Śródziemnego – w Hiszpanii (5 gatunków), w Maroku i Algierii. Niektóre gatunki bywają uprawiane w ogrodach skalnych.

## Morfologia
PokrójNiewielkie, silnie rozgałęziające się krzewy. Włoski na roślinie nierozgałęzione.
LiścieZimozielone lub sezonowe, siedzące, całobrzegie.
KwiatyZebrane w kłosopodobne grona. Działki kielicha wzniesione. Płatki korony z długim paznokciem, żółte, czasem z fioletowymi żyłkami. Nitki wewnętrznego okółka pręcików zrośnięte parami.
OwoceŁuszczyny w dolnej części elipsoidalne, z nasionami, w górnej sterylne, silnie spłaszczone i wyciągnięte w dziób.

## Systematyka
Pozycja systematyczna
Rodzaj roślin z plemienia Brassiceae z rodziny kapustowatych Brassicaceae.
Wykaz gatunków
- Vella anremerica (Litard. & Maire) Gómez-Campo
- Vella aspera Pers.
- Vella bourgaeana (Coss.) Warwick & Al-Shehbaz
- Vella castrilensis Vivero, Prados, Hern.-Berm., M.B.Crespo, S.Ríos & Lledó
- Vella lucentina M.B.Crespo
- Vella mairei Humbert
- Vella pseudocytisus L.
- Vella spinosa Boiss.